# Ànec pigat
L'ànec pigat(Stictonetta naevosa) és una espècie d'ocell de la família dels anàtids (Anatidae), únic del gènere Stictonetta Reichenbach, 1853, i amb el qual s'ha creat la monotípica subfamília Stictonettinae Boetticher, 1950.

## Morfologia
- Fa 50 - 55 cm de llargària, amb una envergadura de 75 a 85 cm i un pes de 0, 8 - 1 kg.
- Plomatge de color gris, finament clapejat de blanc.
- Bec llarg i cap amunt, molt engrossat a la base, que és de color vermellós en els mascles, i gris en les femelles.

## Hàbitat i distribució
És un ocell nòmada que freqüenta zones d'aigua salobre, així com estanys temporals d'aigua dolça, al sud-est i sud-oest d'Austràlia.

## Alimentació
S'alimenta filtrant aigua amb el bec. La dieta es compon principalment d'algues i plantes aquàtiques però també de zooplàncton, cucs, insectes i fins i tot petits peixos, mentre recorre els llacs en petits grups.

## Reproducció
Cria principalment durant l'estació plujosa (juny-desembre). El mascle fa el niu prop de l'aigua, on la femella pon 5 – 7 ous que coven durant un mes.